# Sauris fortunata
Sauris fortunata är en fjärilsart som beskrevs av Louis Beethoven Prout 1925. Sauris fortunata ingår i släktet Sauris och familjen mätare. Inga underarter finns listade.